# René Caillé (dessinateur)
Pour les articles homonymes, voir Caillé et René Caillé.
René Caillé (de son véritable nom Émile Caillé),, né le 31 juillet 1921 à La Rochelle et mort le 16 septembre 2013, est un dessinateur, illustrateur et humoriste français.

## Éléments biographiques
Né à La Rochelle, René Caillé arrive à Paris à l'âge de dix ans . Après des études d’horticulture dans le but de devenir architecte paysagiste, et durant lesquelles il s'initie aussi bien à la botanique qu'à la décoration, René Caillé pratique divers petits métiers, tels que balayeur, secrétaire particulier et fonctionnaire de la Sûreté. Puis il s’inscrit à l’École des Beaux-Arts de Toulouse. Après plusieurs années de vaches maigres, sa carrière professionnelle prend son essor à Paris en 1947. Féru de plastique féminine, il en intègre régulièrement dans ses dessins et illustrations, et connaît enfin le succès en popularisant un certain type de « Parisienne » acide et caricaturale,. Il est également l’auteur, entre 1949 et 1953, de huit couvertures pour la collection de science-fiction « Le Rayon fantastique », ainsi que diverses autres œuvres illustrant ce genre littéraire. C'est aussi à cette époque qu'il réalise l'affiche pour le 8e Salon de l'enfance (1954).
Il poursuit une carrière de dessinateur humoristique dans les années 1950-1960. Il est alors l’un des seuls à utiliser la couleur. Il se spécialise dans l’illustration sensuelle, érotique ou simplement « gauloise », et produit entre autres des dessins de pin-ups « à la française », publiés dans de nombreuses revues légères, d’un humour souvent primaire (Le Rire, Fou-Rire, Franc-Rire, V (V Cocktail / V Magazine / V Sélection), Blagues, Omnia Blagues, La Canebière Humour Magazine, Paris Gai Magazine, À Paris, etc.). Il illustre à l'occasion d'autres revues populaires et sentimentales telles que Nous Deux. Il réalise par ailleurs d'innombrables cartes postales érotico-humoristiques, ainsi que la décoration de divers objets commerciaux, tels que des tasses, des bols, des vide-poche ou des cendriers par exemple. René Caillé est aussi l’auteur d’illustrations de plusieurs livres pour enfants. En cinquante ans de carrière, sa signature n'apparaît dans pas moins de 105 titres français différents. Ses dessins sont en outre publiés dans des revues du monde entier (Europe, Amériques, Japon),.
À partir de 2011, René Caillé vit retiré à Bournemouth, dans le sud de l'Angleterre, où il meurt le 16 septembre 2013 à l'âge de 92 ans.

### Signature

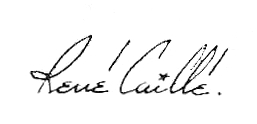
Signature de René Caillé, 1950/1960

Comme celle de plusieurs autres artistes dont Georges Beuville, la signature de René Caillé comporte une petite étoile au lieu d'un point sur le i. Elle se caractérise en outre par deux longs accents aigus presque verticaux.

## Hommages et distinctions
René Caillé a été nommé chevalier dans l'ordre des Arts et des Lettres le 17 juillet 2009,.

## Œuvres

### Affiches
- Affiche pour le 8e Salon de l'enfance (Grand Palais, Paris, 1954), représentant un enfant tenant une grande cocotte en papier dans ses bras.

### Illustrations de science-fiction

#### Couvertures du Rayon Fantastique
- Fredric Brown, L'Univers en folie, 1953, n° 21 (titre original : (en) What Mad Universe, 1949).
- E. Balmer et P. Wylie, Après le choc des mondes, 1954, n° 22.
- Georges H. Gallet, Escales dans l'infini, 1954, n° 26 (anthologie).
- Hal Clement, Le Microbe détective, 1954, n° 27 (titre original : (en) Needle, 1950).
- F. G. Rayer, Le Lendemain de la machine, 1954, n° 28.
- J. M. Walsh, Mission secrète sur Neptune, 1955, n° 31.
- Festus Pragnell, Kilsona, monde atomique, 1955, n° 33 (titre original : (en) The Green Man of Kilsona ou The Green Man of Graypec, 1936).
- Catherine L. Moore, L'Aventurier de l’espace, 1957, n° 46 (titre original : (en) Shambleau and others ou Northwest of Earth, 1953).

Voir chacune de ces couvertures sur ISFDB.

### Dessins humoristiques
- Rires de Paris, Dupuis, coll. « Gag de poche », Paris, 1964; 118 planches [recueil de dessins humoristiques].

### Illustrations de livres pour enfants
- Le cirque Patapouf, Hachette, coll. « Albums roses », Paris, Juil. 1953, 28 p.; rééd. Deux coqs d'or, coll. « Un petit livre d'argent », Paris, 2013, 24 p.
- Francis le cow-boy, Hachette, coll. « Albums roses », Paris, Juin 1954, 28 p. rééd. sous le titre Tom le cow-boy, Deux coqs d'or, coll. « Un petit livre d'argent », Paris, 2013, 24 p.
- Rigobert à la fête foraine, Hachette, coll. « Albums roses », Paris, 1er trimestre 1957, 28 p. [texte de Nicole Étienne].

## Sources
- Notice d'autorité de la BnF.
- Ministère de la Culture et de la Communication, site de l'Ordre des Arts et Lettres.